# Stenopleustes malmgreni
Stenopleustes malmgreni är en kräftdjursart som beskrevs av Boeck 1871. Stenopleustes malmgreni ingår i släktet Stenopleustes och familjen Pleustidae. Arten är reproducerande i Sverige. Inga underarter finns listade i Catalogue of Life.